# Cucumis bryoniifolius
Cucumis bryoniifolius là một loài thực vật có hoa trong họ Cucurbitaceae. Loài này được (Merxm.) Ghebret. & Thulin mô tả khoa học đầu tiên năm 2007.